# Neudorf bei Parndorf
Neudorf (kroatiska: Novo Selo) är en ort och kommun i Österrike. Den ligger i distriktet Neusiedl am See i förbundslandet Burgenland, i den östra delen av landet, 50 km sydost om huvudstaden Wien. Den benämns ofta Neudorf bei Parndorf för att inte förväxlas med andra platser med namnet Neudorf. 